# ヘンリー・ストレイチー (探検家)
サー・ヘンリー・ストレイチー中佐（Lieutenant-Colonel Sir Henry Strachey、1816年 - 1912年）は、ベンガル軍 (Bengal Army) に所属したイギリスの士官。チベット当局が、永くヨーロッパ人の入域を禁じていたにもかかわらず、ストレイチーは1840年代にチベットの西部各地を調査してまわった。
ストレイチーは、祖父初代準男爵サー・ヘンリー・ストレイチー (Sir Henry Strachey, 1st Baronet) の次男、エドワード・ストレイチー (Edward Strachey) の次男であった。弟には、サー・リチャード・ストレイチー (Sir Richard Strachey) やサー・ジョン・ストレイチー (Sir John Strachey) がおり、兄は第3代準男爵サー・エドワード・ストレイチー (Sir Edward Strachey, 3rd Baronet) であった

## チベット調査
1846年、ベンガル歩兵第66連隊 (66th Regiment of Bengal Native Infantry) の中尉だったとき、ストレイチーはマーナサローワル湖やラークシャスタール湖 (Lake Rakshastal) 周辺の地域を調査した。ストレイチーは、ふたつの湖を結ぶ水路を発見し、ラークシャスタール湖ではなくマーナサローワル湖こそが、サトレジ川の源である可能性を示唆した。ストレイチーの弟リチャードは、J・E・ウィンターボトム (J. E. Winterbottom) とともに、この地域の調査を1848年に引き継いだ。
1847年、ストレイチーは、アレキサンダー・カニンガムを委員長とする境界線委員会の委員に任じられた。3人目の委員はトマス・トマソン (Thomas Thomson) であった。この委員会は、チベットとラダックとの境界線を画定するために設置されたものであった。1846年のアムリトサル条約によって、イギリスは、これ以上の境界紛争の回避を期待して、ラダックをグラーブ・シング (Gulab Singh) の統治に委ねた。しかし、チベット当局はこれに参加せず、チベットへの入域も認めなかった。委員会はラダックのレーに拠点を置いた。委員会は境界線を画定したが、これは外交的に合意されることはなかった。その間、ストレイチーは1848年にヨーロッパ人として初めてシアチェン氷河を発見し、それを2マイルほど登攀した。
1849年、ストレイチーは、弟リチャードとともに、ガルワール（Garhwal：現在のウッタラーカンド州西部）からニチ峠 (Niti Pass) を越えて、短期間ながらチベットに入域した。このとき彼らは、托林寺 (Tholing Monastery) やハンレ (Hanle) にも立ち寄った。
スターチーは、1852年に、チベットの調査に対して王立地理学会から金メダル（パトロンズ・メダル）を受賞した。

## 家族
1859年9月6日、ベンガル歩兵第66グルカ連隊 (66th Goorkha Regiment of Bengal Native Infantry) の大尉となっていたストレイチーは、南アフリカのケープ植民地、ケープタウン、ニューランズ (Newlands) のルドルフェ・クルーテ (Rudolphe Cloete) の娘、ジョアンナ・キャサリン (Joanna Catherine) と結婚した。結婚式は、ケープタウンのクレアモント (Claremont) で執り行われた。夫妻の間にひとり娘として生まれたジュリア・シャーロット (Julia Charlotte) は、1884年に、ガラス製造会社チャンス・ブラザーズ (Chance Brothers) のジェームズ・ティミンズ・チャンス (James Timmins Chance) の息子である弁護士ウィリアム・チャンス（William Chance、1853年7月2日 - 1935年4月9日）と結婚した。ジュリアは、アマチュア彫刻家であり、アーツ・アンド・クラフツ運動の支持者であった。夫妻が住んでいたサリー州ブラムリー (Bramley) の邸宅オーチャーズ (Orchards) は、建築家エドウィン・ラッチェンスが設計したものである。1902年、サー・ウィリアム・チャンス (Sir William Chance) がチャンス男爵位 (Chance baronetcy) を父から相続した。チャンス男爵夫人 (Lady Chance) であったジュリアは、1949年に死去した。

## 論文
- "Physical Geography of Western Tibet", Journal of the Royal Geographical Society 23, 1853.